# Emilio Lledó
Pour les articles homonymes, voir Lledó (homonymie) et Inigo.
Emilio Lledó (né le 5 novembre 1927 à Séville) est un philosophe, écrivain et essayiste espagnol.

## Biographie
Emilio Lledó fait ses études à l'université de Madrid, où il suit une formation philosophique et philologique avec Hans-Georg Gadamer à Heidelberg pendant dix ans, ainsi qu'avec Otto Regenbogen et Karl Löwith. Sa thèse est intitulée El concepto 'poiesis' en la filosofía griega.
Il enseigne dans les universités de Heidelberg, La Laguna, Barcelone et UNED de Madrid.

## Œuvres
- El concepto 'poiesis' en la filosofía griega (1961), reéd.  2010.
- Filosofía y lenguaje (1970), Crítica, 2008.
- La filosofía, hoy, Salvat, 1975.
- Lenguaje e historia (1978), Dykinson, reéd. 2011.
- La memoria del logos (1984), Taurus, reéd. 2015.
- El epicureísmo (1984), Taurus, reéd. 2015.
- El silencio de la escritura (1991), Espasa-Calpe, reéd. 2014.
- El surco del tiempo: meditaciones sobre el mito platónico de la escritura y la memoria (1992), Crítica, reéd 2000.
- Memoria de la ética (1994), Taurus, reéd.2015.
- Días y libros. Pequeños artículos y otras notas (1994), Junta de Castilla y León, 1995.
- Palabras entrevistas, Junta de Castilla y León, 1997, entrevistas hasta esa fecha.
- Imágenes y palabras: ensayos de humanidades, Taurus, 1998.
- Elogio de la infelicidad (2005), Cuatro. ediciones; reed. en 2015.
- Ser quien eres. Ensayos para una educación democrática, Prensas Universitarias de Zaragoza, 2009.
- El marco de la belleza y el desierto de la arquitectura, Biblioteca Nueva, 2009.
- El origen del diálogo y de la ética. Una introducción al pensamiento de Platón y Aristóteles, Gredos, 2011, reéd. 2015.
- La filosofía, hoy. Filosofía, lenguaje e historia, RBA, 2012 reed. en 2015.
- Los libros y la libertad, RBA, 2013, reéd. 2015.
- Palabra y humanidad, KRK, 2015.
- Pensar es conversar. Diálogo entre filósofos, avec Manuel Cruz, RBA, 2015.
- Fidelidad a Grecia, Cuatro. ediciones, 2015.

## Traductions
- La philosophie d'aujourd'hui, Lausanne, Éditions Grammont (Bibliothèque Laffont des grands thèmes), 1976. Trad. de La filosofía, hoy.
- Une sagesse du corps, de la joie et de l'amitié – Lecture d'Épicure, Blajan, Solanhets, 2017. Trad. de El epicureísmo.
- Il solco del tempo, Roma-Bari, Laterza, 1994. Trad. de El surco del tiempo

## Distinctions
Il est membre de l'Académie royale espagnole. En 2015, il est lauréat du prix Princesse des Asturies en communications et humanités.
En 2020, il reçoit la Médaille d'or du mérite des beaux-arts, décernée par le Ministère de la Culture espagnol.